# Catabolisme
 (mai 2019).
Si vous disposez d'ouvrages ou d'articles de référence ou si vous connaissez des sites web de qualité traitant du thème abordé ici, merci de compléter l'article en donnant les références utiles à sa vérifiabilité et en les liant à la section « Notes et références ».
Le catabolisme est l'ensemble des réactions de dégradations moléculaires de l'organisme considéré. Il est le contraire de l'anabolisme, ensemble des réactions de synthèse. Le catabolisme et l'anabolisme sont les deux composantes du métabolisme.
L'état de catabolisme et les destructions musculaires qui en découlent sont observées chez les grands brûlés, dont l'organisme a besoin de grandes quantités d'énergie pour opérer la cicatrisation des brûlures. Cela peut s'observer également en cas de régime hypocalorique ou d'entraînement sportif intense.
L'étymologie du terme peut se définir ainsi : Cata du grec ancien κατά, katá (vers le bas) et -Bole du grec ancien βάλλω, ballô (jeter, lancer, ici à prendre au sens d'arranger).

## Principe
C'est une phase du métabolisme au cours de laquelle des molécules relativement grosses et complexes (ex. (CHO)n) sont dégradées en molécules plus petites et plus simples (CO2, H2O...). C'est donc une réaction permettant un transfert d'énergie des composés organiques à un coenzyme transporteur d'énergie. De l'énergie est libérée au cours de cette phase. Le catabolisme est constitué de plusieurs voies cataboliques. Pour ce faire, le catabolisme est souvent associé à une phase d'oxydation puisque certains réactifs ("réducteurs", donneurs d'électrons) y perdent des électrons au profit d'un autre réactif l'"oxydant" (accepteur d'électrons). En bioénergétique, et en conditions aérobies, le rôle de l'oxydant est souvent tenu par l'oxygène moléculaire (O2), l'oxydant qui permet de libérer la plus grande quantité d'énergie. Ainsi, dans la réaction chimique qui implique le carbone et l'oxygène, il y a formation de dioxyde de carbone par oxydation du carbone.
Les réactions de catabolisme sont des réactions d'oxydation (ou de déshydrogénation) et elles sont thermodynamiquement favorables, c'est-à-dire qu'elles sont exergoniques (cédant de l'énergie chimique, produisant de l'énergie, avec une énergie libre de Gibbs négative : ΔG = Gproduits - Gréactifs < 0).
Les réactions du catabolisme des protides, glucides, lipides, acides nucléiques, etc. sont toutes intimement liées. Il s'agit d'un enchaînement de réactions chimiques.
L'énergie libérée au cours des réactions cataboliques (voies métaboliques descendantes), exergoniques (ΔG < 0), permet de réaliser les réactions anaboliques (voies métaboliques ascendantes), endergoniques  (ΔG > 0).

### Catabolisme des lipides
Les lipides sont des esters d'acides gras et du glycérol. Au cours de la digestion, ils sont hydrolysés par une lipase en :
- glycérol, qui est phosphorylé (par une glycérolkinase) en 1-phosphoglycérol (3-monophosphopropan-1,2-diol). Ce dernier rejoindra le métabolisme glucidique après oxydation (déshydrogénation) en dihydroxyacétonephosphate (DHAP) ;
- acides gras, qui sont catabolisés essentiellement par la β-oxydation.

### Catabolisme des glucides
Les glucides sont des polymères d'oses (sucres) qui sont hydrolysés en oses simples. Les oses simples subiront :
- la glycolyse, principalement ;
- la voie des pentoses phosphates ;
- la voie d'Entner-Doudoroff.

Ces trois voies aboutissent à la formation du pyruvate (CH3-CO-COO−) qui entrera dans le cycle de Krebs ou subira une fermentation, alcoolique ou butyrique selon l'organisme ou l'organe considéré.

### Catabolisme des protides
Les protides (protéines...) sont des polymères d'acides aminés. Ils sont hydrolysés en acides aminés. Les acides aminés peuvent aussi être catabolisés en divers composés métaboliques (amines, acides carboxyliques...)